# John Saxby
John Saxby (* 1925) ist ein britischer Autor der Kinder- und Jugendliteratur.

## Leben und Werk
John Saxby war ein Pilot der Royal Air Force, Leiter einer Fallschirmjägerschule, Anwalt und Geschäftsmann. Seine schriftstellerische Tätigkeit begann spät. In England wurden seine Geschichten um das Schwein Eduard Speck (englisch: Henry Pawk), die er ursprünglich für seine Enkel schrieb, von der BBC für den Rundfunk entdeckt. In Deutschland erschienen diese Geschichten in zwei Bänden Die Abenteuer von Eduard Speck und Neue Abenteuer von Eduard Speck und wurden später auch ins Spanische, Katalanische, Dänische und Chinesische übersetzt.

## Werke
- Die Abenteuer von Eduard Speck. Illustrationen von Wolf Erlbruch. Übersetzt von Sybil Gräfin Schönfeldt. Hanser, 1993, ISBN 3-446-17427-3.
- Neue Abenteuer von Eduard Speck. Illustrationen von Wolf Erlbruch. Übersetzt von Sybil Gräfin Schönfeldt. Hanser, 1996, ISBN 3-446-18197-0.
- Der weise Professor von Katastroff und sein Kater Attila. Illustrationen von Bernd Pfarr. Übersetzt von Sybil Gräfin Schönfeldt. Hanser, 1997, ISBN 3-446-18552-6.
- Schinken & Ei oder Abenteuer auf hoher See. Illustrationen von Sabine Wilharm. Übersetzt von Michael Krüger. Hanser, 2000, ISBN 3-446-19894-6.